# Rallycross

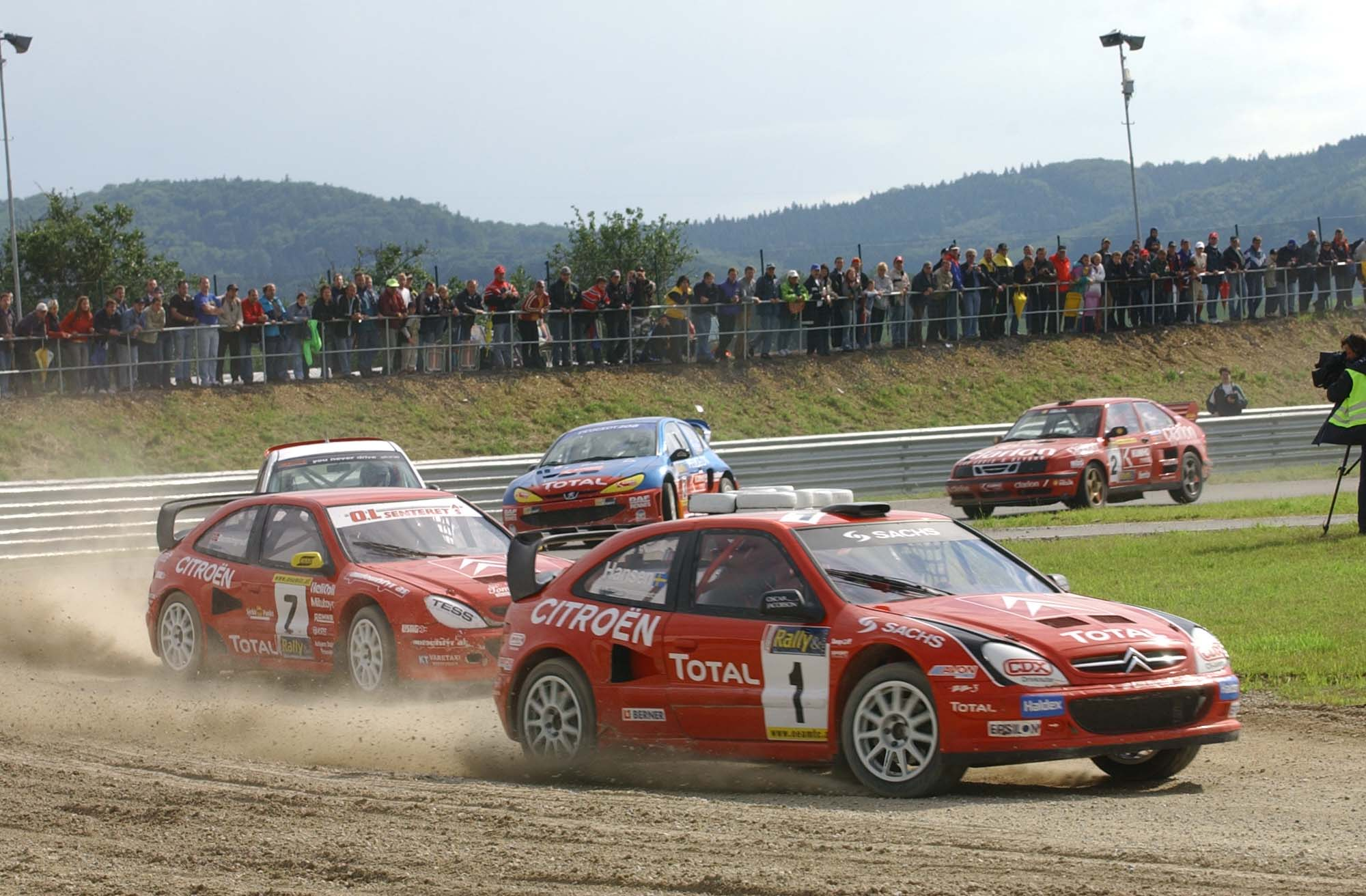
Una carrera del Campeonato Europeo de Rallycross en Austria.

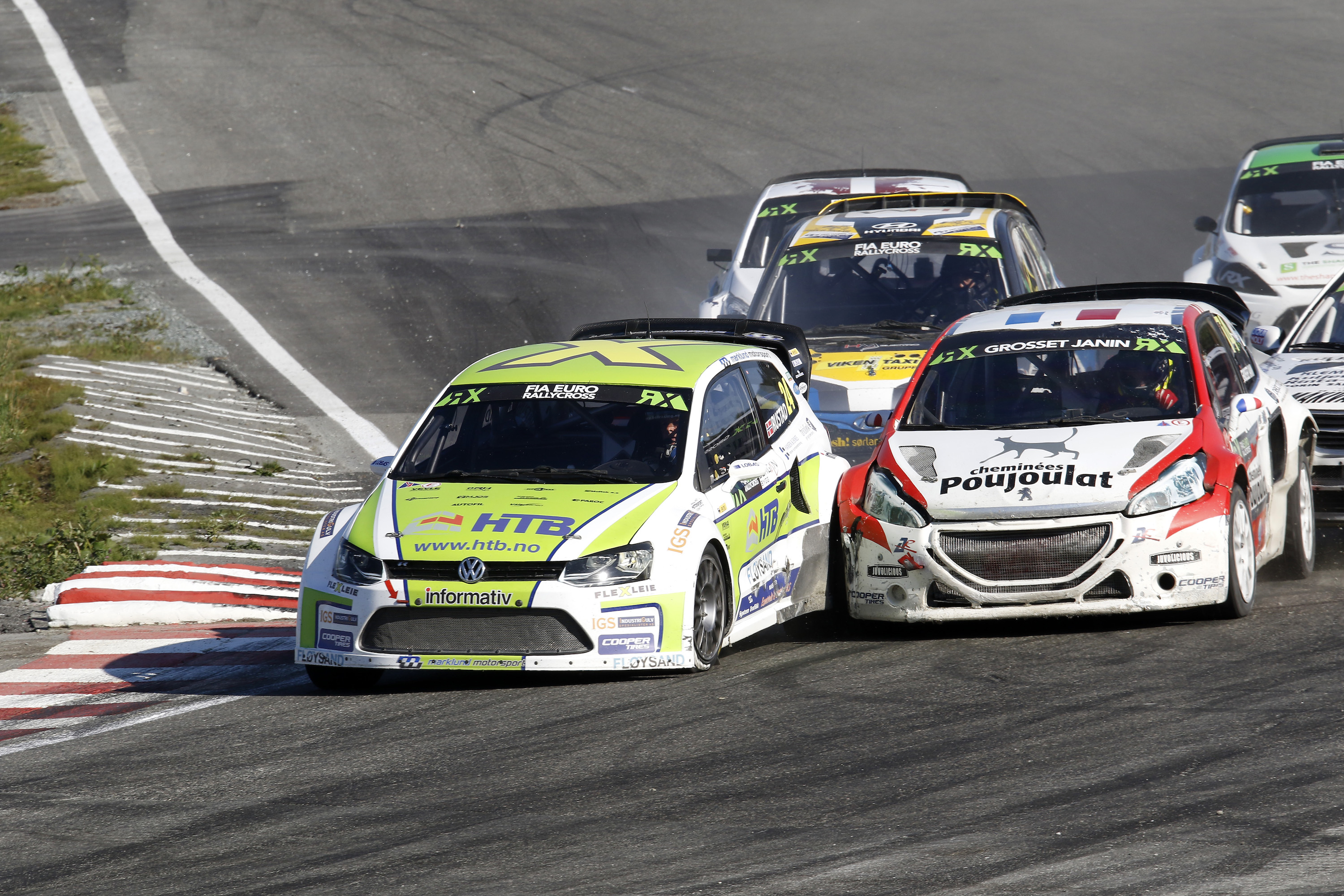
Competencia del Campeonato Europeo de Rallycross, en 2015.

Rallycross es una disciplina del automovilismo que se disputa en circuitos con superficies mixtas, generalmente asfalto y tierra. 
Cada fecha de rallycross suele componerse de una serie de mangas eliminatorias, finales de repesca (donde el ganador accede a la final), y una final, en las que participan unos seis a diez pilotos juntos (al contrario que en las carreras de rally). Actualmente se han sustituido las finales de repesca por dos semifinales, en cada una de las cuales los seis participantes se juegan tres plazas para la final. En cada manga se recorren unos 3 a 15 km, que significan entre tres y diez vueltas ya que los circuitos tienen una extensión de entre 950 a 1400 metros. Típicamente se exige a los pilotos que realicen en cada manga una vuelta comodín (joker lap), en la que deben tomar un desvío predeterminado (que puede ser un atajo o un camino más largo).
El autocross puede considerarse como una variante del rallycross o viceversa, en la cual los circuitos tienen un único tipo de superficie, por ejemplo gravilla o barro (nunca asfalto).

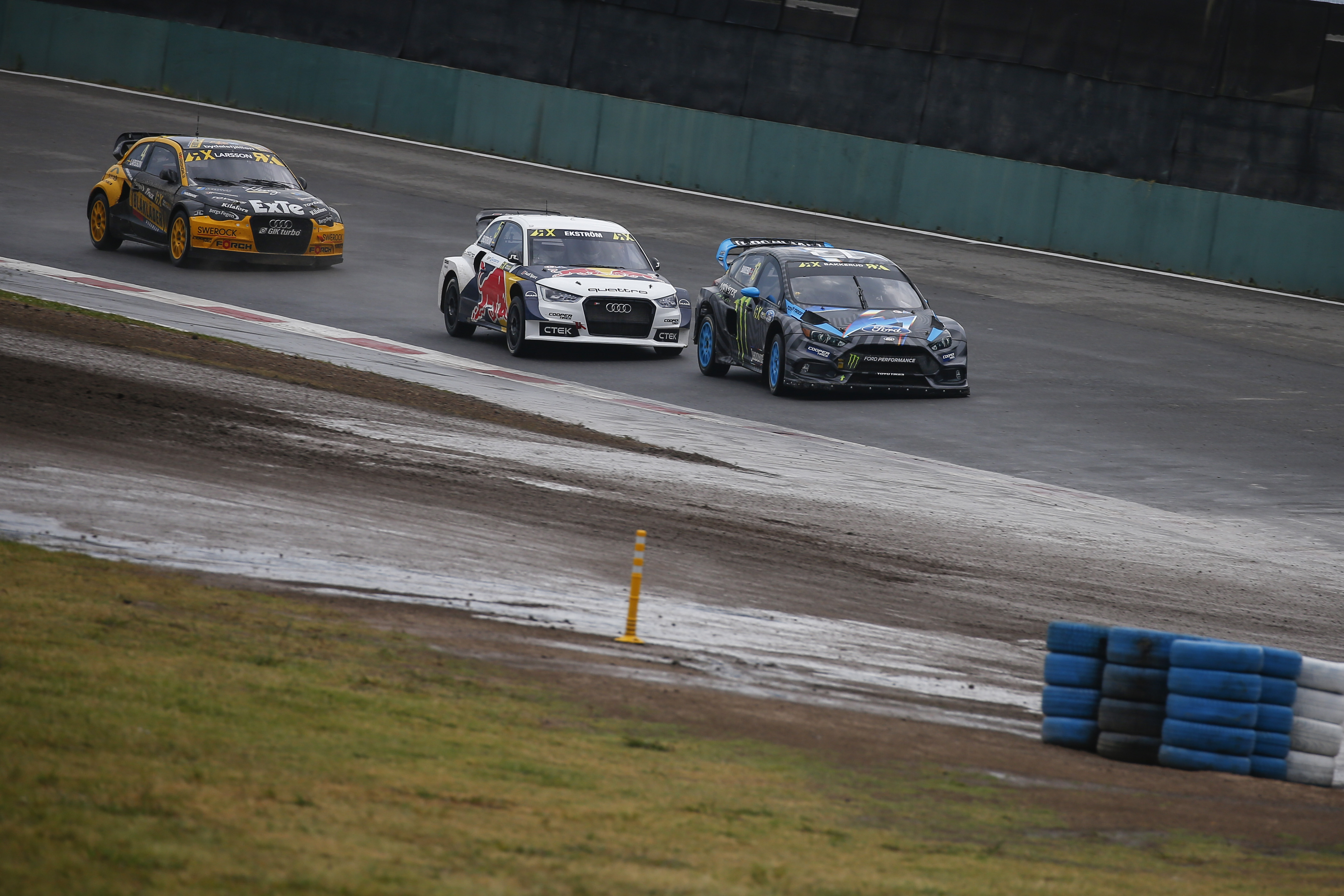
Carrera del Mundial de Rallycross, en Argentina.

## Historia
El rallycross comenzó en el año 1967 como parte del programa de televisión británico World of Sport, que organizó una carrera con pilotos famosos de rally en los circuitos de Lydden Hill y Croft. La idea se trasladó a Holanda y a Austria en 1969, y luego al resto de Europa en la década de 1970.
Desde su fundación en 1973, el Campeonato Europeo de Rallycross es dominado por pilotos nórdicos tales como Matti Alamäki (Finlandia), Martin Schanche, Sverre Isachsen (Noruega), Olle Arnesson, Per Eklund y Kenneth Hansen (Suecia).
El rallycross se añadió a los X Games de Los Ángeles de 2010 con la denominación Super Rally. El Campeonato Global de Rallycross fue inaugurado en 2011 con el apoyo de ESPN, pretendiendo dar alcance mundial a la modalidad. En 2013 contó con tres fechas fuera de Estados Unidos en el marco de los X Games (Brasil, Alemania y España), pero la iniciativa se abandonó y el certamen vuelve a disputarse únicamente en Estados Unidos en 2014.
En el año 2013, el nuevo promotor (IMG) se hizo cargo de la organización del Campeonato de Europa de Rallycross. Para el año 2014 se convirtió en el Campeonato Mundial de Rallycross, estando ya aprobada la iniciativa por el Consejo Mundial del Deporte del Motor (WMSC) de la FIA. Es así el quinto campeonato mundial de la FIA, junto con los de Fórmula 1, rally, turismos y resistencia.
A finales del año 2014, fue presentado en Argentina el Campeonato Argentino de Rally Cross, conocido también por sus siglas CARX, el cual presentó su primer campeonato oficial en el año 2015. Su fiscalización está a cargo de la Comisión Deportiva Automovilística del Automóvil Club Argentino y sus unidades están homologadas bajo reglamento FIA, similar al utilizado por las categorías mundiales de Rally y Rallycross.

## Automóviles
En general, los automóviles usados en rallycross están basados en turismos. Las homologaciones de la Federación Internacional del Automóvil son similares a las de rally (Grupo A y Grupo N); anteriormente se permitían las homologaciones Grupo B y Superturismo. En las categorías más permisivas, los automóviles incorporan diferenciales activos, cajas de cambios secuenciales, turbocompresores y tracción a las cuatro ruedas; sus motores superaran los 500 CV de potencia máxima. Combinando esto con neumáticos blandos y relaciones de cambios cortas, estos automóviles aceleran de 0 a 100 km/h en menos de 2,5 segundos.
En ocasiones también se pueden ocupar autos con homologacion WRC Dependiendo del país y campeonato organizador.
En el Campeonato de Europa de Rallycross (ERX) y el Rallycross Challenge Europe (RCE) los coches admitidos se distribuyen en tres categorías:
- Touringcars: vehículos de propulsión con motores atmosféricos de dos litros.
- Super1600: vehículos tracción delantera con motores atmosféricos de 1'6 litros.
- Supercars: vehículos tracción total con motores turboalimentados de dos litros.